# Waras-Tiroz II. Bagratuni
Waras-Tiroz II. Bagratuni (armenisch Վարազ-Տիրոց Բ Բագրատունի; * 590; † 645 oder 646) war ein armenischer Nacharar aus der Familie der Bagratuni, der Sohn von Smbat IV. Bagratuni (Սմբատ Դ Բագրատունի). Er fungierte als Marzban von Armenien (~ 628), floh dann aber ins Byzantinische Reich und wurde bald darauf für mehrere Jahre nach Afrika ins Exil geschickt aufgrund einer Beteiligung an einem Komplott gegen Kaiser Herakleios. Bei seiner Rückkehr um 645/646 wurde er zum Kuropalates ernannt und zum Ischchan Ischchanaz′ von Armenien, aber er starb, bevor er formal eingesetzt werden konnte.

## Leben
Waras-Tiroz war der älteste Sohn von Smbat IV. Bagratuni. Zusammen mit seinem Bruder Garikhpet wuchs er im Sassanidenreich am Hof von Chosrau II. (regierte 591–628) auf. Nach der Niederschlagung der Rebellion von Vistahm, an der sein Vater maßgeblich beteiligt war, wurde Waras-Tiroz als königlicher Mundschenk ernannt. Um diese Zeit oder spätestens nach einem Sieg Smbats an der Steppengrenze 608 erhielt er auch noch den Ehrennamen Javitean Khosrow („Ewiger Chosrau“).
628 wurde Chosrau II. durch ein Komplott mehrerer adliger Familien abgesetzt. Auch Waras-Tiroz beteiligte sich. Als Belohnung ernannte ihn der neue persische Schah, Kavadh II., zum „Marzban“ von Armenien, mit dem Rang eines Aspet. Er fing jedoch bald Streit mit dem persischen Gouverneur des benachbarten Aserbaidschan an und floh mit seiner Familie zum byzantinischen Kaiser Herakleios, welcher nach dem Ende des Krieges von 602–628 mit seinem Hof im Norden von Mesopotamien residierte. Laut dem armenischen Chronisten Sebeos empfing Herakleios ihn mit großen Ehren, gab ihm wertvolle Geschenke und „erhöhte ihn über alle Patrizier seines Reiches“ (exalted him above all the patricians of his kingdom). 635 oder 637 wurde Waras-Tiroz jedoch in eine Verschwörung von mehreren armenischen Magnaten verwickelt, die Herakleios absetzen und ermorden und seinen Sohn Johannes Athalarich an die Macht bringen wollten. Die Verschwörung wurde aufgedeckt und Waras-Tiroz wurde ins Exil nach Afrika geschickt; die Behandlung, die er erfuhr, war viel gnädiger als diejenige gegenüber seinen Mitverschwörern, man sagt, weil er gegen die Ermordung des Kaisers gestimmt habe.
Auf seinem Sterbebett begnadigte Herakleios 641 Varaztrots und ließ seinen Nachfolger, Konstantin III., schwören, dass er ihn mit seiner Familie zurückholen und seine Stellung wieder herstellen werde. Waras-Tiroz wurde jedoch erst 645/6 von Konstans II. auf Drängen von Theodoros Rštuni zurückgeholt. Waras-Tiroz floh bald darauf von Konstantinopel nach Armenien, aber nach einer Versicherung seiner Loyalität ernannte ihn Konstans zum Gouverneur von Armenien im hohen Rang eines „Kuropalates“. Bevor er jedoch formal eingesetzt werden konnte, erkrankte er und starb. Er wurde neben seinem Vater in Dariwnk, Kogovit, beigesetzt. Rštuni nahm seinen Platz ein.